# San José de la Montaña
San José de la Montaña este un municipiu din departamentul Antioquia, Columbia.